# Missègre
Missègre – miejscowość i gmina we Francji, w regionie Oksytania, w departamencie Aude.
Według danych na rok 1990 gminę zamieszkiwało 78 osób, a gęstość zaludnienia wynosiła 11 osób/km² (wśród 1545 gmin Langwedocji-Roussillon Missègre plasuje się na 823. miejscu pod względem liczby ludności, natomiast pod względem powierzchni na miejscu 897.).